# Steriogram
Steriogram es una banda de punk rock formada en la  ciudad de Auckland, Nueva Zelanda en 1999. Está conformada por Tyson Kennedy (voz y batería), Brad Carter (voz y guitarra), Tim Youngson (guitarra), Jake Adams (bajo) y Jared Wrennall (batería). La banda ha publicado tres álbumes de estudio, Schmack! (2004), This Is Not the Target Market (2007) y Taping the Radio (2010). Su sencillo de 2004 "Walkie Talkie Man" fue usado en un comercial de iPod y en una gran cantidad de películas y videojuegos.

## Miembros
- Tyson Kennedy - Voz (2001-2010), batería (1999–2001)
- Brad Carter - Voz (2001-2010), guitarra líder (1999-2010), voz principal (1999–2001)
- Tim Youngson - Guitarra rítmica, coros (1999-2010)
- Jake Adams - Bajo, coros (1999-2010)
- Jared Wrennall - Batería, coros (2001-2010)

## Discografía

### Álbumes de estudio
| Año  | Álbum                         | Discográfica    |
| ---- | ----------------------------- | --------------- |
| 2004 | Schmack!                      | Capitol Records |
| 2007 | This Is Not the Target Market | Toshiba EMI     |
| 2010 | Taping the Radio              | Bedroom Empire  |

### EP
| Año  | Álbum               | Discográfica    |
| ---- | ------------------- | --------------- |
| 1999 | Soccerstar          | Capitol Records |
| 2001 | Sing the Night Away | Capitol Records |